# Glypta transversa
Glypta transversa là một loài tò vò trong họ Ichneumonidae.